# Милорад Радојчић
Милорад Радојчић (Попучке, 10. март 1948) је српски публициста.

## Биографија
По занимању је дипломирани специјални педагог. Био је председник Општинске конференције Савеза омладине Ваљево (1968-1971), затим управник Дома омладине у Ваљеву (1971–1974), инспектор Републичког секретаријата унутрашњих послова Републике Србије (1974–1983), директор Новинске и радио установе „Напред“ у Ваљеву (1983–1986), секретар Општинског већа Савеза синдиката Ваљево (1986–1989), секретар за одбрану Подрињско-колубарског региона у Ваљеву (1989–1991), шеф кабинета и саветник министар одбране Србије, саветник и начелник одељења у Савезном министарству одбране у Београду (1991–2006), чиме је и завршио професионалну каријеру.
Био је оснивач и функционер више друштава и удружења грађана. Више од 40 година истраживао је завичајну прошлост Ваљева и околине. Покренуо је издавање четири листа и часописа. Сарађивао је у преко 30 листова и електронских медија, 20 историјских часописа и сличних публикација, учествовао је у раду осам научних скупова. Објавио је преко три хиљаде прилога у штампаним медијима и на програму радио станица. Годинама је сарађивао са Радио Београдом где је поред осталог припремио и десетак једночасовних емисија „Код два бела голуба” које су емитоване на таласима Првог програма радним данима од 20. до 21. часа. Члан је Уређивачког одбора Хроника села Србије при Културно-просветној заједници Србије. Изабран је октобра 2020. за члана Лексикографског одељења Матице српске  на мандат од пет година, које се поред осталог брине о припреми и објављивању: Српске енциклопедије, Српског биографског речника, Лексикон писаца српске књижевности.
Аутор је књига: „Стеван Марковић Сингер“ (1985), „На путу хуманости“ (1996), „Ђуро Козарац први ваљевски професор“ (2004), „Војвода Мишић и његови Колубарци у ратовима 1912-1918“ (2006), „Завичај војводе Мишића - Мионичка општина“ (2008), „Увек у служби грађана - Споменица о десет година рада Удружења пензионера унутрашњих послова Ваљево“ (2012), „Доња Буковица село код Ваљева“ (2013), „Ваљево које нестаје” (2014), „Бесмртни ратници ваљевског краја 1912-1918: витезови Карађорђеве звезде” (2014), „Др Милош Миша Пантић: лекар и револуционар” (2016), „Орља село подно камена” (2017), „Осечански крај у ратовима 1912-1918. Поменик ратним жртвама” (2018), „Мионичани у ратовима 1912-1918. Поменик ратним жртвама” (2020). Коаутор је књига „Трагом издаје“ (1987), „Споменица палим борцима и жртвама фашистичког терора општине Ваљево 1941-1945“ (1995), „Основна школа „Милан Муњас“ Уб 1820-2010“ (2010), „Фотомонографија Мионице“ (2011).
Посебно се бави изучавањем и писањем биографија значајних личности. У „Биографском лексикону ваљевског краја“ објавио је преко 350 биографија. Сарађује у „Српском биографском речнику“ који издаје Матица српска.
За свој рад добио је више награда међу којима су Орден рада са сребрним венцем, Орден за заслуге у области одбране и безбедности 2. степена, Медаља заслуга за народ, Сребрна плакета одбране Републике Србије, Сребрна плакета општине Ваљево. Добитник је и треће „Награде Драгојло Дудић” 2015. године. Први је добитник „Специјалне награде за допринос развоју и афирмацији града Ваљева” 2016. године.
Живи у Ваљеву.